# エリザベート・ヴィタリ
エリザベート・ヴィタリ（Élisabeth Vitali）は、フランスの女優である。

## 人物・来歴
1985年（昭和60年）、ミシェル・ドヴィル監督が第11回セザール賞最優秀監督賞を受賞した映画作品で第35回ベルリン国際映画祭にコンペティション出品した映画『ゲームの殺人』のウエイトレス役で映画界にデビューした。
2010年（平成22年）公開のジャン＝リュック・ゴダールの映画『ゴダール・ソシアリスム』に出演している。

## おもなフィルモグラフィ
- 『ゲームの殺人』 Péril en la demeure、監督ミシェル・ドヴィル、1985年 - ウエイトレス役
- 『スチューデント』、監督クロード・ピノトー、1988年
- 『夢で逢えたら』、監督トム・クレッグ、1991年
- 『ニノの空』、監督マニュエル・ポワリエ、1997年
- 『女の子はみんなばか』 Toutes les filles sont folles、監督パスカル・プーザドゥー、2002年
- 『ムッサのパリ』 Paris selon Moussa、監督シェク・ドゥークーレ、2003年
- 『友だちのままで』 Je prefere qu'on reste amis、監督エリック・トレダノ / オリヴィエ・ナカシュ、2004年
- 『幸せはシャンソニア劇場から』、監督クリストフ・バラティエ、2007年
- 『ゴダール・ソシアリスム』、監督ジャン＝リュック・ゴダール、2010年

## 註
1. ↑  Internet Movie Databaseの「Élisabeth Vitali」の項、およびワイルド・バンチによる公式サイト「Socialisme」の記述を参照。2009年7月19日閲覧。